# Горбовець Владислав Сергійович
Владислав Сергійович Горбовець (нар. 1968, Київ) — український судинний хірург, асистент кафедри хірургії та судинної хірургії Національної медичної академії післядипломної освіти ім. П. Л. Шупика. Під час війни на сході України — доброволець Першого добровольчого мобільного шпиталю імені Миколи Пирогова.

## Біографія
Владислав Горбовець народився у Києві. У 1991 році закінчив Київський медичний інститут, після чого протягом року проходив інтернатуру на кафедрі торакоабдомінальної та судинної хірургії Київського інституту удосконалення лікарів. з 1992 до 2003 року працював судинним хірургом у Київській міській клінічній лікарні швидкої медичної допомоги. з 2004 року Владислав Горбовець працює судинним хірургом у Київській міській клінічній лікарні № 8. Одночасно з 2010 року Владислав Горбовець працює асистентом кафедри хірургії та судинної хірургії Національної медичної академії післядипломної освіти імені П. Л. Шупика. За час роботи на кафедрі Владислав Горбовець займався впровадженням ендовенозного зварювання судин для лікування варикозної хвороби на основі розробок українського вченого, президента АН України Бориса Патона.
Під час подій Євромайдану Владислав Горбовець працював у медичній службі Майдану. Після початку війни на сході України він спочатку записався добровольцем у загін медицини катастроф, проте тривалий час цей загін ніде не використовувався. Після цього Владислав Горбовець вирішив записатися добровольцем до Першого добровольчого мобільного шпиталю імені Миколи Пирогова. У складі шпиталю імені Миколи Пирогова Горбовець неодноразово виїжджав у зону бойових дій, надавав медичну допомогу бійцям збройних сил України у Бахмуті, Попасній, Новоайдарі та у районі Дебальцевого.

## Нагороди
За значний особистий внесок у розвиток вітчизняної системи охорони здоров'я, надання кваліфікованої медичної допомоги та високу професійну майстерність Владислав  Горбовець 17 червня 2016 року нагороджений орденом «За мужність» III ступеня. Владислав Горбовець також нагороджений медалями Міністерства оборони України «За сприяння Збройним Силам України» та «Знак Пошани». 29 грудня 2017 року Владиславу Горбовцю указом Президента України призначена дворічна стипендія як видатному діячу охорони здоров'я України.